# Itanhangá
Itanhangá é um município brasileiro do estado de Mato Grosso. Instalado em 1 de Janeiro de 2005, desmembramento de áreas do município de Tapurah, possui área de 2.898 km² e uma população estimada de 6.252 habitantes (2016). Faz divisa territorial com Tapurah, Ipiranga do Norte, Porto dos Gaúchos e Nova Maringá. Cortada pela rodovia BR 242 e a MT 338.
Itanhangá está em pleno desenvolvimento com a agricultura sendo carro chefe no desenvolvimento da cidade. Diversas empresas do Agronegócio se instalando no município, gerando emprego e renda.

## Últimos prefeitos eleitos
| Ano  | Prefeito           | Partido | Votos | %     | Ref   |
| ---- | ------------------ | ------- | ----- | ----- | ----- |
| 2004 | Valdir Campagnolo  | PPS     | 1.519 | 61,82 | [ 4 ] |
| 2008 | Vanderlei Proenço  | DEM     | 1.531 | 52,36 | [ 5 ] |
| 2012 | João Cabeça Branca | PSD     | 1.163 | 35,95 | [ 6 ] |
| 2016 | Edu Pascoski       | PR      | 1.933 | 58,14 | [ 7 ] |
| 2020 | Edu                | PL      | 3.118 | 100   | [ 8 ] |